# Robert Zimmer
Robert Zimmer (Trèveris, 25 d'octubre de 1953) és un filòsof i assagista alemany que escriu biografies i introduccions populars sobre filosofia i història de la filosofia.

## Biografia
Robert Zimmer va estudiar a les universitats alemanyes de Saarbrücken i Düsseldorf i es va doctorar amb una tesi sobre Edmund Burke. Del 1986 al 2013 va treballar com a publicista i escriptor independent a Berlín. El 2013 es va traslladar a Stuttgart. El seu llibre més conegut fins ara és Das Philosophenportal, una col·lecció de 16 assajos sobre 16 obres de filosofia clàssica, que ha estat traduïda a més d'una dotzena d'idiomes. El 2010 va publicar una biografia d'Arthur Schopenhauer. També va traduir una selecció d'assaigs del crític literari francès del segle xix Charles-Augustin Sainte-Beuve.
Zimmer és seguidor del racionalisme crític. Juntament amb Martin Morgenstern va escriure una breu i popular biografia de Karl Popper i va editar la correspondència entre aquest i Hans Albert.

## Obra publicada
- Weltklugheit. Die Tradition der europäischen Moralistik. Schwabe Verlag, Basel 2020. ISBN 978-3-7965-3825-4.
- als Hrsg. mit Jürgen Stenzel: "Was du nicht richtig denkst, das musst du verkehrt leben." Ein Constantin Brunner-Lesebuch. Verlag Königshausen & Neumann, Würzburg 2019. ISBN 978-3-8260-6493-7.
- Schopenhauer und die Folgen. Verlag J.B.Metzler, Stuttgart 2018. ISBN 978-3-476-04641-3.
- Constantin Brunner. Philosoph und Weisheitslehrer. Verlag Hentrich & Hentrich, Berlin 2017. ISBN 978-3-95565-201-2.
- Leben als Versuch und Irrtum. Essays zu einer kritisch-rationalen Philosophie der Lebenskunst. Verlag der blaue reiter, Hannover 2016, ISBN 978-3-933722-52-2.
- mit Martin Morgenstern: Karl R. Popper. Eine Einführung in Leben und Werk. Verlag Mohr Siebeck, Tübingen 2015. ISBN 978-3-16-153576-5.
- Denksport Philosophie. Fragen, Argumente, Gedankenspiele. Deutscher Taschenbuch Verlag, München 2015, ISBN 978-3-423-26051-0.
- als Hrsg. und Übers.: Sainte-Beuve: Causerien am Montag: Aufklärung aus dem Geist der Salons. Verlag Das Arsenal, Berlin 2013, ISBN 978-3-931109-61-5.
- mit Martin Morgenstern: Die großen Fragen. Eine Geschichte der philosophischen Probleme im Überblick. Reclam Verlag, Stuttgart 2011, ISBN 978-3-15-020216-6.
- Arthur Schopenhauer. Ein philosophischer Weltbürger. Deutscher Taschenbuch Verlag, München 2010, ISBN 978-3-423-24800-6.
- Das große Philosophenportal. Deutscher Taschenbuch Verlag, München 2009, ISBN 978-3-423-34582-8.
- Basis Bibliothek Philosophie. Reclam Verlag, Stuttgart 2009, ISBN 978-3-15-020137-4.
- als Hrsg.: Glück und Lebenskunst. Sonderheft v. Aufklärung und Kritik. Band 14/2008. ISSN 0945-6627.
- Das Neue Philosophenportal. Deutscher Taschenbuch Verlag, München 2007, ISBN 978-3-423-34439-5.
- Hans Albert/Karl Popper. Briefwechsel. Herausgegeben von Martin Morgenstern und Robert Zimmer. Fischer, Frankfurt am Main 2005, ISBN 3-596-16586-5.
- Das Philosophenportal. Deutscher Taschenbuch Verlag, München 2004, ISBN 3-423-34118-1.
- mit Martin Morgenstern: Denkwege der Philosophiegeschichte. Artemis & Winkler, Düsseldorf 2003, ISBN 3-538-07166-7.
- mit Martin Morgenstern: Karl Popper. Deutscher Taschenbuch Verlag, München 2002, ISBN 3-423-31060-X.
- Philosophie. Von der Aufklärung bis heute. Cornelsen Scriptor, Berlin 2001, ISBN 3-589-21499-6.
- Die europäischen Moralisten zur Einführung. Junius, Hamburg 1999, ISBN 3-88506-998-9.
- mit Martin Morgenstern: 1998–2002 Treffpunkt Philosophie. Lehrbuch für die Sekundarstufe II. 5 Bände Patmos, Düsseldorf.
- Edmund Burke zur Einführung. Junius, Hamburg 1995, ISBN 3-88506-908-3.
- mit Martin Morgenstern: HinterGründe. Die Philosophie und ihre Fragen. Patmos, Düsseldorf 1995, ISBN 3-491-72338-8.

### En català
- Pensar: la filosofia com a esport mental. La Campana, 2016. ISBN 978-84-16457-35-9.